# Mauks Ilona
Farkasfalvi Mauks Ilona (születési név: Mauks Helena Éva ) (Mohora, 1853. augusztus 18. – Horpács, 1926. május 24.) Mikszáth Kálmán felesége.

## Élete
Mauks Mátyás balassagyarmati szolgabíró, ügyvéd, földbirtokos és Hercsút Kornélia leánya. Tizenegy testvére született, akik közül csak négyen érték meg a felnőttkort. Egyikük a nála két és fél évvel fiatalabb Kornélia volt, aki gyakran bukkan fel az 1922-ben megjelent visszaemlékezéseiben, és aki írónőként is ismertté vált.
Apja szolgabírósági esküdtje volt a jogász Mikszáth, akivel 1873. július 13-án a szülői tilalom ellenére Pesten házasságot kötött. Mauks Ilonát 1875-ben betegsége visszakényszerítette Mohorára. Anyagi nehézségek miatt 1878 nyarán törvényesen is elváltak. 1882-ben a már elismert író ismét feleségül kérte, és 1883. január 1-jén újra házasságot kötöttek. Négy gyermekük született: az első házasságból az egy napot megélt Kálmán Péter, a második házasságból Kálmán László, a négy évet élt János és a fiatalon, 32 évesen elhunyt Albert.
1910 májusában özvegyen maradt, férje halála után Horpácson írta meg visszaemlékezéseit, amelyekben a balassagyarmati társasági életről ad érdekes képet. 1926. május 24-én, 72 éves korában ott is halt meg.

## Művei
- Mikszáth Kálmánné visszaemlékezései; függelék Beöthy Zsolt, bev., jegyz. Rubinyi Mózes; Athenaeum, Bp., 1922
- Mikszáth Kálmánné visszaemlékezései; sajtó alá rend., bev., jegyz. Király István, függelék sajtó alá rend., jegyz. Méreiné Juhász Margit; Szépirodalmi, Bp., 1957 (Magyar századok)
- Mikszáth Kálmánné visszaemlékezései; sajtó alá rend., utószó Tabák András, előszó, irodalomjegyzék Praznovszky Mihály; Mikszáth, Horpács, 2002
- Mikszáthné Mauks Ilona: Két különös házasság. Visszaemlékezések; vál., szerk. Bán Magda; átdolg. kiad.; Palatinus, Bp., 2010 (Híres sorsok titkai) ISBN 9789632740881
- Mikszáth Kálmánné visszaemlékezései; szöveggond. Pásztor Sándorné, Pásztor Sándor; szerk. Praznovszky Mihály; SikerX Bt., Bp., 2017
- Mikszáth Kálmánné Mauks Ilona visszaemlékezései; sajtó alá rend., előszó Praznovszky Mihály; Noran Libro, Bp., 2021